# El Paso (chanson)
Pour les articles homonymes, voir El Paso.
El Paso est une ballade, de style Country and Western, écrite et interprétée par Marty Robbins.
Aux États-Unis, elle s'est classée numéro 1 dans le Billboard Hot 100 ainsi que dans le palmarès des chansons de country, le Hot Country Songs,.
Elle a reçu un Grammy Awards section meilleure chanson Country & Western de 1959.
En 1999, elle a reçu le Grammy Hall of Fame Award.